# 北沙柳
北沙柳（学名：Salix psammophila）是杨柳科柳属的植物，是中国的特有植物。分布在中国大陆的宁夏、山西、陕西、内蒙古等地，生长于海拔920米至1,650米的地区，目前尚未由人工引种栽培。